# DEAR〜コバルトの彼方へ〜
「DEAR〜コバルトの彼方へ〜」（ディアー・コバルトのかなたへ）は、1988年7月21日にビクター音楽産業より発売された荻野目洋子の16枚目のシングル。

## 概要
表題曲「DEAR〜コバルトの彼方へ〜」は荻野目のシングルとして初のスローバラード曲で、松竹富士配給の映画『マリリンに逢いたい』の主題歌となった。なお、荻野目自身は映画に出演しておらず主題歌担当のみである。A面・B面共に飛鳥涼が作曲を手掛けた。
オリコンチャートでの最高位は、1987年の「北風のキャロル」以来の2位。又オリコンでのTOP3入りは、現時点で同曲が最後である。TBS系音楽番組『ザ・ベストテン』には4週ランクイン、1988年年間ランキングは71位であった。
B面曲の「朝の街」は、テレビ朝日系音楽番組『ミュージックステーション』にて歌唱された。

## 収録曲
- 両楽曲共に、作曲：飛鳥涼／編曲：清水信之

1. DEAR〜コバルトの彼方へ〜（4分5秒）
作詞：外間隆史
2. 朝の街（3分55秒）
作詞：飛鳥涼